# Entre adultes
Pour plus de détails, voir Fiche technique et Distribution.
Entre adultes est un film français réalisé par Stéphane Brizé et sorti en 2007.

## Synopsis
Ce film est une promenade narrative sur les relations sentimentales contemporaines homme/femme, passant d'un personnage à l'autre sans s'arrêter sur les individualités, mais en sondant les psychologies dans le rapport à l'autre.
Douze couples sont auscultés, dans un chassé-croisé, une variation quasi romanesque, une suite de tableaux des jeux de l'amour et du hasard tels qu'ils gouvernent le monde, avec leurs tensions, leurs attirances, leurs dominations et leurs conflits :
Camille et Christian, puis Christian et Caroline, Caroline et Philippe, Philippe et Louise, Louise et Jacques, Jacques et Carine, Carine et Marc, Marc et Pauline, Pauline et Alexandre, Alexandre et Sidonie, Sidonie et Patrick, Patrick et Camille, à nouveau, pour boucler la boucle.

## Fiche technique
- Titre : Entre adultes
- Titre international : Among Adults
- Réalisation et scénario : Stéphane Brizé
- Musique : Fabrice Dumont et Frédéric Fortuny
- Photographie : Hervé Portanguen
- Montage : Alban Teurlai
- Effets spéciaux : Alain Carsoux
- Producteurs : Claude Lelouch, Jean-Paul De Vidas et Simon Lelouch
- Producteur associé : Stéphane Brizé
- Sociétés de production : Les Films 13 et Beaver Films
- Budget : 230 000€[1]
- Producteur exécutif : Dominique Combe
- Producteur délégué : Jean-Paul De Vidas
- Pays d'origine :  France
- Sociétés de distribution : TFM Distribution ( France), Les Films de l'Elysée ( Belgique) et Xenix (cinéma) (de) ( Suisse)
- Format : 35 mm - couleur - 2.35 : 1
- Genre : drame, choral
- Langue : français
- Durée : 80 minutes
- Visa d'exploitation n°115 025
- Dates de sortie :
  - 24 janvier 2007 : avant-première au Festival de cinéma de Bron Drôle d'endroit pour des rencontres
  - 28 février 2007 (sortie nationale -  France)
  - 4 octobre 2007 (DVD - TF1 Vidéo)
- Box-office France[2] : 46 776 entrées
- Box-office Europe : 58 039 entrées

## Distribution
- Edith Merieau : Camille
- Vincent Dubois : Christian
- Jeanne Ferron : Caroline
- Philippe Fauconnier : Philippe
- Céline Gorget : Louise, la prostituée
- Vincent Rocher : Jacques
- France Ducateau : Carine
- Cyril Couton : Marc
- Charlotte Smither : Pauline
- Karim Hammiche : Alexandre
- Véronique Dossetto : Sidonie
- Dominique Coquelin : Patrick